# میدوی، شهرستان سمینول، فلوریدا
میدوی، شهرستان سمینول (به انگلیسی: Midway) یک منطقهٔ مسکونی در ایالات متحده آمریکا است که در شهرستان سمینول، فلوریدا واقع شده‌است. میدوی، شهرستان سمینول ۳٫۶ کیلومتر مربع مساحت و ۱٬۷۱۴ نفر جمعیت دارد.